# Grammonota maculata
Grammonota maculata är en spindelart som beskrevs av Banks 1896. Grammonota maculata ingår i släktet Grammonota och familjen täckvävarspindlar. Inga underarter finns listade i Catalogue of Life.